# Aegilops
Aegilops (synoniem: Amblyopyrum) is een geslacht uit de grassenfamilie (Poaceae). De soorten komen voor in Azië en in Zuidwest-Europa.

## Soorten
Van het geslacht zijn de volgende soorten bekend:
- Aegilops bicornis
- Aegilops biuncialis
- Aegilops caudata
- Aegilops columnaris
- Aegilops comosa
- Aegilops crassa
- Aegilops cylindrica
- Aegilops geniculata
- Aegilops juvenalis
- Aegilops kotschyi
- Aegilops longissima
- Aegilops lorentii
- Aegilops mutica
- Aegilops neglecta
- Aegilops peregrina
- Aegilops searsii
- Aegilops sharonensis
- Aegilops speltoides
- Aegilops squarrosa
- Aegilops tauschii
- Aegilops triuncialis
- Aegilops umbellulata
- Aegilops uniaristata
- Aegilops vavilovii
- Aegilops ventricosa